# У позорного столба
«У позорного столба» — советский немой художественный драматический фильм 1923 года, снятый режиссёром Амо Бек-Назаровым на Госкинпром Грузии. Экранизация повести грузинского писателя Александра Казбеги «Отцеубийца».
Премьера состоялась 6 мая 1924 года.

## Сюжет
Крестьянин Глаха защищает честь своей жены, убивая покушающегося на неё князя. После этого он скрывается от суда и скитается много лет. В его отсутствие его дочь Нуну влюбляется в крестьянина Яго, но ей суждено выйти замуж за горбуна, брата влиятельного человека. Горбун, по имени Григола, способствует сватовству сестры, рассчитывая на то, что после её замужества будет близок к ней.
Яго пытается избавиться от соперника, но Григола организует его арест. Однако Яго сбегает и прячется в горах. После свадьбы Нуну насилует Григола, и девушка в отчаянии убегает в горы, где встречает Яго. Они вместе отправляются к отцу Нуну, старому Глахе. Но Григола находит их, убивает Глаху и обвиняет Нуну в убийстве отца. Девушку приговаривают к публичному наказанию и ссылке на каторжные работы.

## Роли исполняют
- Васо Арабидзе — Онисе
- Бежанова — Мария, жена Онисе
- Нато Вачнадзе — Нуну, племянница
- Вано Сарадажишвили — Яго
- Коте Андронников — Васо, друг Яго
- Акаки Васадзе — Григола, есаул
- Нико Гварадзе — брат-горбун, муж Нуну
- Закариа Беришвили — отверженный Глаха, отец Нуну
- Элене Эристова-Жгенти — жена Глахи
- Павел Есиковский — казак

## Съёмочная группа
- Автор сценария, режиссёр: Амо Бек-Назаров
- Оператор: Сергей Забозлаев
- Художники: Валерьян Сидамон-Эристов, К. Тир